# Puerto Casado
Puerto Casado – miasto w Paragwaju, w departamencie Górny Paragwaj.